# Gorzelnia (województwo śląskie)
Gorzelnia – wieś w Polsce położona w województwie śląskim, w powiecie częstochowskim, w gminie Blachownia.
| SIMC    | Nazwa           | Rodzaj    |
| ------- | --------------- | --------- |
| 0130458 | Nowa Gorzelnia  | część wsi |
| 0130464 | Przysieka       | część wsi |
| 0130470 | Stara Gorzelnia | część wsi |

W latach 1975–1998 miejscowość administracyjnie należała do województwa częstochowskiego.